# Kastenbach (Seckach)
Der Kastenbach ist ein Waldbach im Gebiet der Stadt Adelsheim im Neckar-Odenwald-Kreis im nördlichen Baden-Württemberg. Nach drei Kilometer langem Lauf nach Südosten, größtenteils im Waldgebiet Weidach, mündet er unterhalb des Adelsheimer Dorfes Sennfeld und wenig vor der Gemeindegrenze von Roigheim von rechts in die untere Seckach.

## Geographie

### Verlauf
Der Kastenbach entsteht auf etwa 277 m ü. NHN im Höllwald im oberen Teil der Waldmulde Bennessel dicht an der Stadtgrenze zur Gemeinde Schefflenz, jenseits derer noch etwas höher in der Mulde eine Quelle liegt. Der Bach fließt durchweg südostwärts und fast bis zuletzt im Wald. Nach etwa 0,6 km tritt er in eine etwa 200 Meter lange Tallichtung aus, in der gleich anfangs links am Lauf ein kleines Feuchtgebiet mit Tümpeln in einer Nasswiese angelegt wurde und danach von Nordosten ein unscheinbarer Graben zuläuft, der in den ab dort auf der linken Randhöhen das Tal begleitenden Feldern entspringt. Der Unterhang auf dieser Seite bleibt jedoch bewaldet.
Nochmals 200 Meter weiter liegt am linken Ufer ein Kleinteich, während der Wald nun auch rechtsseits zumindest am Oberhang von einem Feldstreifen abgelöst wird. In langgezogener Schlangenlinie läuft der Bach weiter durch den Wald bis etwa 400 Meter vor der Mündung, wo sich das unterste Tal zu einer schmalen Wiesenaue öffnet. Den Bach mit etwa meterbreiter, steiniger Sohle, die etwa einen Meter eingetieft ist, begleitet nun eine lückenhafte Baumgalerie, die anfangs erlen-, gegen Ende weidendominiert ist.
Am Austritt in die Wiesenaue der Seckach wendet sich der Kastenbach nach links auf etwa ostsüdöstlichen Lauf, etwa 200 Meter weiter fließt er auf etwa 200 m ü. NHN von rechts und in rechtem Winkel an der Trasse der Frankenbahn in die untere Seckach ein.
Vom Laufknick am Übergang in den Seckachtalgrund geht rechtsseits eine Galerie südsüdostwärts ab, in der eine kleine Tümpelquelle liegt, die in ihr abfließt. Sie begleitete wohl früher einen damals spitzwinkligen zur Seckach laufenden Mündungszweig des Baches.
Der Kastenbach mündet nach 3,1 km langem Lauf mit mittlerem Sohlgefälle von rund 25 ‰ etwa 77 Höhenmeter unterhalb seines Ursprungs im Höllwald.

### Einzugsgebiet
Das Einzugsgebiet des Kastenbachs ist 6,3 km² groß und gehört naturräumlich zum Bauland, überwiegend zu dessen Unterraum Waidach, nur der Mündungs-Talzwickel gehört zu den Seckach-Kirnau-Platten in dessen anderem Unterraum Mittleres Bauland. Auf fünf Sechsteln der Fläche steht Wald, das offene Sechstel, das größtenteils linksseits auf der breiten offenen Hochebene liegt, wird überwiegend beackert.
Die beiden höchsten Punkte liegen auf einem Hügel am Westnordwesteck auf 344 m ü. NHN sowie auf dem Römerhügel am Nordnordwesteck auf 351 m ü. NHN im Wald Weidach, beide auf dem Gebiet der Gemeinde Schefflenz, zu dem fast allein Wald im Umfang von fast der Hälfte des Einzugsgebietes gehört. Ein Randstreifen im Südwesten rechtsseits der Talmulde mit nur etwa 5 % Flächenanteil gehört zur Gemeinde Roigheim, etwa die Hälfte zur Sennfelder Teilgemarkung von Adelsheim.
Im Nordosten fließt der vorige rechte Zufluss Fischbach der Seckach fast parallel, im Südwesten der nächste rechte Zufluss Elmbach. Jenseits der westlichen Wasserscheide zwischen den beiden höchsten Punkten liegt das Einzugsgebiet des rechten Oberlaufs Mühlbach des Wolfsbach, der über die Scheflenz unterhalb der Seckach in die Jagst entwässert.

### Zuflüsse und Seen
- Hoher-Holz-Graben, von links und Nordost auf etwa 267 m ü. NHN[LUBW 1] in der ersten Tallichtung, 0,7 km[LUBW 2] und ca. 0,3 km².[LUBW 6] Entsteht auf etwa 300 m ü. NHN[LUBW 1] in einem Feld des Gewanns Hohes Holz.
- Passiert einen Teich linksseits am Lauf auf etwa 266 m ü. NHN im Gewann Äußere Kastenbach, deutlich unter 0,1 ha.[LUBW 7]

## Geologie
Im Einzugsgebiet liegt weit überwiegend Oberer Muschelkalk im Untergrund, über dem sich allein auf dem 344 m ü. NHN hohen namenlosen Hügel am Westnordwesteck eine sehr kleine Schichtinsel von Lettenkeuper (Erfurt-Formation) erhalten hat. Gegen das Ende des Tales zu streicht an dessen unteren Hängen Mittlerer Muschelkalk aus. Vielerorts ist der Obere Muschelkalk von Lösssediment aus quartärer Ablagerung überdeckt. An den steilen Talflanken der unteren Talhälfte liegt Hangschutt.

## Natur und Schutzgebiete
Der überwiegende Teil des breiteren linksseitigen Einzugsgebietes liegt in einem Wasserschutzgebiet, dessen Wasserfassungen anscheinend im Untertal des benachbarten Fischbachs liegen. Das Gebiet, ausgenommen nur den kleinen Anteil der im Nachbarkreis Heilbronn liegenden Gemeinde Roigheim, gehört zum Naturpark Neckartal-Odenwald.

### LUBW
Amtliche Online-Gewässerkarte mit passendem Ausschnitt und den hier benutzten Layern: Lauf und Einzugsgebiet des Kastenbachs

Allgemeiner Einstieg ohne Voreinstellungen und Layer: Daten- und Kartendienst der Landesanstalt für Umwelt Baden-Württemberg (LUBW) (Hinweise)
1. 1 2 3 4  Höhe nach dem Höhenlinienbild auf dem Hintergrundlayer Topographische Karte.
2. 1 2  Länge nach dem Layer Gewässernetz (AWGN).
3. ↑  Einzugsgebiet nach dem Layer Basiseinzugsgebiet (AWGN).
4. ↑  Natur teilweise nach dem Layer Geschützte Biotope.
5. 1 2  Höhe nach grauer Beschriftung auf dem Hintergrundlayer Topographische Karte.
6. ↑  Einzugsgebiet abgemessen auf dem Hintergrundlayer Topographische Karte.
7. ↑  Seefläche nach dem Layer Stehende Gewässer.
8. ↑  Schutzgebiete nach den einschlägigen Layern.

### Andere Belege
1. ↑  Josef Schmithüsen: Geographische Landesaufnahme: Die naturräumlichen Einheiten auf Blatt 161 Karlsruhe. Bundesanstalt für Landeskunde, Bad Godesberg 1952. → Online-Karte (PDF; 5,1 MB)
2. ↑  Wolf-Dieter Sick: Geographische Landesaufnahme: Die naturräumlichen Einheiten auf Blatt 162 Rothenburg o. d. Tauber. Bundesanstalt für Landeskunde, Bad Godesberg 1962. → Online-Karte (PDF; 4,7 MB)
3. ↑  Geologie nach den Layern zu Geologische Karte 1:50.000 auf: Mapserver des Landesamtes für Geologie, Rohstoffe und Bergbau (LGRB) (Hinweise)